# 陈述涛
陈述涛（1950年8月—），男，满族，辽宁法库人，中华人民共和国教师、政治人物。内蒙古扎兰屯师范学校数学专业毕业，哈尔滨工业大学泛函分析专业硕士研究生毕业，美国依阿华大学数学系数学专业在职数学博士学位。

## 生平
1969年1月，任内蒙古扎兰屯关门山公社小学教师。1971年1月，在内蒙古扎兰屯师范学校数学专业学习。1973年1月参加工作，任内蒙古扎兰屯师范学校教师。1978年1月，在哈尔滨工业大学数学系泛函分析专业读硕士研究生。
1981年3月，任哈尔滨师范大学数学系讲师、副教授、系副主任、主任、教授（其间：1994年8月至1996年12月，在美国依阿华大学数学系数学专业在职研究生学习，获数学博士学位）。1997年12月，任哈尔滨师范大学副校长。1999年7月，任哈尔滨师范大学校长。2001年7月加入中国农工民主党。2002年7月，兼任中国农工民主党黑龙江省委员会主任委员。2002年12月，兼任农工民主党中央常委、黑龙江省主委。2003年1月，任黑龙江省政协副主席，哈尔滨师范大学校长。2007年12月升任农工民主党中央副主席。2008年1月改任黑龙江省人大常委会副主任，不再担任省政协副主席、哈尔滨师范大学校长。2008年，当选第十一届全国人民代表大会黑龙江地区代表。2013年，当选第十二届全国人民代表大会黑龙江地区代表。2017年1月，辞去黑龙江省人大常委会副主任职务。2018年2月24日，当选为第十三届全国人大代表。